# Liste des titres musicaux numéro un en France en 1986
Cette page liste les singles et albums classés numéro un des ventes de disques en France par le Syndicat national de l'édition phonographique pour l'année 1986,.
Le classement des singles (Top 50) est hebdomadaire, celui des albums (Top 20) est mensuel.

## Classement des singles
| Semaine | Sortie       | Artiste                               | Titre                | Certification |
| ------- | ------------ | ------------------------------------- | -------------------- | ------------- |
| 1       | 5 janvier    | Jean-Jacques Goldman et Michael Jones | Je te donne          | Or            |
| 2       | 12 janvier   | Jean-Jacques Goldman et Michael Jones | Je te donne          | Or            |
| 3       | 19 janvier   | Jean-Jacques Goldman et Michael Jones | Je te donne          | Or            |
| 4       | 26 janvier   | Jean-Luc Lahaye                       | Papa chanteur        | Argent        |
| 5       | 2 février    | Daniel Balavoine                      | L'Aziza              | Platine       |
| 6       | 9 février    | Daniel Balavoine                      | L'Aziza              | Platine       |
| 7       | 16 février   | Daniel Balavoine                      | L'Aziza              | Platine       |
| 8       | 23 février   | Daniel Balavoine                      | L'Aziza              | Platine       |
| 9       | 2 mars       | Daniel Balavoine                      | L'Aziza              | Platine       |
| 10      | 9 mars       | Daniel Balavoine                      | L'Aziza              | Platine       |
| 11      | 16 mars      | Daniel Balavoine                      | L'Aziza              | Platine       |
| 12      | 23 mars      | Daniel Balavoine                      | L'Aziza              | Platine       |
| 13      | 30 mars      | Gold                                  | Capitaine abandonné  | Or            |
| 14      | 6 avril      | Gold                                  | Capitaine abandonné  | Or            |
| 15      | 13 avril     | Gold                                  | Capitaine abandonné  | Or            |
| 16      | 20 avril     | Gold                                  | Capitaine abandonné  | Or            |
| 17      | 27 avril     | Stéphanie                             | Ouragan              | Platine       |
| 18      | 4 mai        | Stéphanie                             | Ouragan              | Platine       |
| 19      | 11 mai       | Stéphanie                             | Ouragan              | Platine       |
| 20      | 18 mai       | Stéphanie                             | Ouragan              | Platine       |
| 21      | 25 mai       | Stéphanie                             | Ouragan              | Platine       |
| 22      | 1er juin     | Stéphanie                             | Ouragan              | Platine       |
| 23      | 8 juin       | Stéphanie                             | Ouragan              | Platine       |
| 24      | 15 juin      | Stéphanie                             | Ouragan              | Platine       |
| 25      | 22 juin      | Stéphanie                             | Ouragan              | Platine       |
| 26      | 29 juin      | Stéphanie                             | Ouragan              | Platine       |
| 27      | 6 juillet    | Jeanne Mas                            | En rouge et noir     | Or            |
| 28      | 13 juillet   | Jeanne Mas                            | En rouge et noir     | Or            |
| 29      | 20 juillet   | Images                                | Les Démons de minuit | Platine       |
| 30      | 27 juillet   | Images                                | Les Démons de minuit | Platine       |
| 31      | 3 août       | Images                                | Les Démons de minuit | Platine       |
| 32      | 10 août      | Images                                | Les Démons de minuit | Platine       |
| 33      | 17 août      | Images                                | Les Démons de minuit | Platine       |
| 34      | 24 août      | Images                                | Les Démons de minuit | Platine       |
| 35      | 31 août      | Images                                | Les Démons de minuit | Platine       |
| 36      | 7 septembre  | Images                                | Les Démons de minuit | Platine       |
| 37      | 14 septembre | Images                                | Les Démons de minuit | Platine       |
| 38      | 21 septembre | Images                                | Les Démons de minuit | Platine       |
| 39      | 28 septembre | Images                                | Les Démons de minuit | Platine       |
| 40      | 5 octobre    | Images                                | Les Démons de minuit | Platine       |
| 41      | 12 octobre   | Images                                | Les Démons de minuit | Platine       |
| 42      | 19 octobre   | MC Miker G & DJ Sven                  | Holiday Rap          | Argent        |
| 43      | 26 octobre   | MC Miker G & DJ Sven                  | Holiday Rap          | Argent        |
| 44      | 2 novembre   | Julie Pietri                          | Ève lève-toi         | Or            |
| 45      | 9 novembre   | Europe                                | The Final Countdown  | Platine       |
| 46      | 16 novembre  | Europe                                | The Final Countdown  | Platine       |
| 47      | 23 novembre  | Europe                                | The Final Countdown  | Platine       |
| 48      | 30 novembre  | Europe                                | The Final Countdown  | Platine       |
| 49      | 7 décembre   | Europe                                | The Final Countdown  | Platine       |
| 50      | 14 décembre  | Europe                                | The Final Countdown  | Platine       |
| 51      | 21 décembre  | Europe                                | The Final Countdown  | Platine       |
| 52      | 28 décembre  | Europe                                | The Final Countdown  | Platine       |

## Classement des albums
| Mois      | Artiste           | Titre                            |
| --------- | ----------------- | -------------------------------- |
| Janvier   | Renaud            | Mistral gagnant                  |
| Février   | Daniel Balavoine  | Sauver l'amour                   |
| Mars      | Daniel Balavoine  | Sauver l'amour                   |
| Avril     | Compilation       | Le Disque des records classiques |
| Mai       | Daniel Balavoine  | Sauver l'amour                   |
| Juin      | Jeanne Mas        | Femmes d'aujourd'hui             |
| Juillet   | Compilation       | Le Disque des records slows      |
| Août      | Compilation       | Le Disque des records slows      |
| Septembre | Compilation       | Le Disque des records slows      |
| Octobre   | Jean Michel Jarre | Rendez-vous                      |
| Novembre  | Jean Michel Jarre | Rendez-vous                      |
| Décembre  | Coluche           | Mimi 86                          |